# Антоан Шанзи
Антоан Шанзи (фр. Antoine Alfred Eugène Chanzy; 1823 — 1883) био је француски генерал.
Учествовао је у немачко-француском рату (1870—1871) као командант корпуса, а затим као командант новоформиране 2. лоарске армије, којом је вешто маневрисао и успоравао наступање немачких снага. Противио се закључењу уговора о миру са Немачком у Франкфурту на Мајни. Написао је мемоарске дело о дејствима 2. лоарске армије.